# 俄羅斯的保羅·亞歷山德羅維奇大公
保罗·亞歷山德羅維奇（俄語：Павел Александрович，1860年10月3日—1919年1月24日），是俄罗斯帝国皇子，俗稱保罗大公。
沙皇亚历山大二世和皇后，瑪麗亞·亞歷山卓芙娜的幼子。1889年保罗大公與希腊的亚历山德拉公主（1870年－1891年）结婚；有一子一女（女兒瑪麗亞·帕夫洛夫娜）- 1902年以贵庶通婚法续絃，娶奥丽加·华勒里安诺夫娜·帕雷，婚前原名奥丽加·卡诺维奇（1866年－1929年）；子女赐姓帕雷（Paley）。有1子2女。
刺殺顛僧拉斯普丁的德米特里大公，是保罗大公之子。